# Crkva sv. Petke – Venerande u Gornjem Šušanju, Bar
Crkva sv. Petke – Venerande je katolička crkva iznad naselja Gornji Šušanj (stari naziv je Sušanj), Bar, Crna Gora. Danas pripada Kotorskoj biskupiji, a ne Barskoj nadbiskupiji. Granica ove dvije biskupije je rijeka Željeznica u Baru, gdje su ranije graničile Austro-Ugarska i Osmansko Carstvo, a kasnije, kratko, Austro-Ugarska i Kneževina Crna Gora. Stoljećima je bila crkva katolika toga kraja, a danas se smatra kapelom na groblju.

## Povijest
Starija crkva svete Petke je iz srednjega vijeka, a novija je moguće s kraja 16., a svakako s početka 17. stoljeća, jer je nadbiskup Marin Bici (1608. – 1624.) bio pozvan da je posveti 1610. godine. Pavao Butorac je pisao o katoličkom potiskivanju kulta svete Petke, kultom svete Ane i izmjeni naziva crkava iz sv. Petka ili Veneranda u sv. Ana. On je zapisao: Ipak se ime sv. Petke održalo u Tivtu, gdje se očuvala do danas crkvica pod nazivom sv. Petka, a predio se do crkve zove Petkovica, zatim u Sušnju, gdje je župska crkva posvećena sv. Petki, kako je bila i prijašnja iz srednjega vijeka, sad kapela na groblju, te u spičanskom polju kraj Sutomora, gdje još postoji kapelica sv. Petke, sva je prilika iz XIII st. Starija crkva je zbog svog naziva (kult sv. Petke je jak kod pravoslavaca) po svemu sudeći bila pravoslavna. Današnji naziv mjesta Šušanj, ranije Sušanj (Butorac i nadgrobni spomenici kod crkve), Paroco di Sussani (nadbiksup Vicko Zmajević, 18. stoljeće) i najstariji oblik Susanna (nadbiskup Marin Bici, 17. stoljeće), je u mogućoj vezi sa svetom Anom, u kontekstu preimenovanja sv. Petke u sv. Anu. Susanna bi tako bila sv. Anna, kao što je i obližnje mjesto Sustaš od sv. Anastazija (kao i Zadarska katedrala), Sutomore je od sv. Marije, Sutorina od sv. Irina, Supetar od sv. Petar... Svetu Petku pravoslavni slave i 26. srpnja po julijanskom kalendaru, a katolici sv. Anu slave 26. srpnja po gregorijanskom kalendaru.
Izgrađena je kao jednobrodna građevina pravokutne osnove. Iznad zapadnog dijela naknadno je dozidan manji kameni zvonik na preslicu s jednim otvorom. Sa zapadne strane ima dozidani otvoreni trijem. Crkva je zidana grubo obrađenim kvaderima kamena u vodoravnim redovima. Nalazi se u blizini Velje Mogile koju vjernici posjećuju u višestoljetnoj tradiciji procesije, jednom godišnje, na Spasovo. Od crkve svete Petke vjernici u procesiji idu na vrh Velje Mogile. Crkva je oltarom okrenuta ka jugoistoku, a oko crkve je katoličko groblje. Nalazi se na vrhu brda, s lijepim pogledom na Bar i Sutomore.
Nadbiskup barski i primas Srbije Marin Bici ju je posjetio 20. veljače 1610. godine i o tome zapisao: ...selo koje se zove Šušanj (Susanna), jer su me njegovi stanovnici zvali da im posvetim crkvu koja se zove sveta Veneranda i da održim krizmu. Ovo se selo sastoji od 80 kuća, sve latinskih. Stanovnici su zbog bijede i siromaštva koje vlada u ovom kraju bili bez kapelana, ali su, ipak, ustrajali na stanovištu da mogu, s obzirom na priličan broj kuća, dati izdržavanje jednom fratru iz Bara, franjevcu Šibenčaninu, koji bi mogao stalno biti tamo, jer je to selo udaljenije od grada od drugih sela. Ovdje sam se morao zadržati nekoliko dana više, jer sam u crkvi našao pod sasvim razrovan, pa sam ga dao popločati. Tu se svako jutro, uz učešće naroda i iz drugih sela, držalo bogosluženje i održavale propovijedi. Tom prilikom nadbiskup je krizmao 127 osoba.
Nadbiskup barski i primas Srbije Andrija Zmajević je o ovoj crkvi i ostatcima samostana Sv. Marije Ratačke, 61 godinu nakon Marina Bicija, 1671. godine, zapisao: Petog dana vizitacije otišao sam u selo Sušanj, u kojem sam našao 46 kuća katolika s 157 duša za pričest. Crkva koja stoji na jednom uzdignutom brežuljku je posvećena sv. Venerandi (Petki), jedna druga, srušena, na jednom rtu blizu mora, zvana je sv. Marija Ratačka, sa samostanom, takođe razvaljenim, koji je pripadao ocima benediktincima, vrlo prostranih posjeda, koje sada drže Turci. U kapelama navedene crkve koje su opstale celebrira se više puta godišnje, naročito na dan Navještanja i Tijelova, a u molitvama učestvuje cijeli okolni kraj.
Nadbiskup zadarski (prije toga nadbiskup barski) Vicko Zmajević je 20. lipnja 1719. godine u Zadru napisao pismo Kongregaciji za širenje vjere u Rimu u kojem, između ostaloga, moli novčanu pomoć za župnika u siromašnu Sušanju (Paroco di Sussani) u Barskoj nadbiskupiji. 25. rujna iste godine, na kraju pisma se zahvaljuje Kongregaciji za pomoć što ju je ova Kongregacija posvjedočila župniku i katolicima mjesta Sušanj (Sussani) u Barskoj nadbiksupiji.